# Grzegorz Podruczny
Grzegorz Podruczny – polski historyk, doktor habilitowany nauk humanistycznych. Specjalizuje się w historii: architektury, urbanistyki, wojskowej oraz fortyfikacji. Profesor uczelni na Wydziale Historii Uniwersytetu im. Adama Mickiewicza w Poznaniu, gdzie pracuje w Pracowni Historii Wojskowej.
Stopień doktorski uzyskał w 2006 na podstawie pracy pt. Pruskie budownictwo wojskowe na Śląsku w latach 1740-1807 (promotorem był prof. Jan Harasimowicz). Habilitował się w 2014 na podstawie oceny dorobku naukowego i monografii pt. Król i jego twierdze. Fryderyk Wielki i pruskie fortyfikacje stałe w latach 1740-1786.